# L'exèrcit de cinc homes
L'exèrcit de cinc homes (títol original en italià: Un esercito di 5 uomini) és una pel·lícula italiana dirigida per Don Taylor i Italo Zingarelli, estrenada el 1969. Ha estat doblada al català.

## Argument
Mèxic 1914, Luis Dominguez és obligat a refugiar-se a Texas per fugir de la policia. Troba tres homes que li proposen ajudar un d'enigmàtic holandès. Junts, ajuden a evadir-se Manuel Esteban, un revolucionari pendent de l'escamot d'execució. Estant Esteban assabentat de la comitiva d'or que ha de rebre Huerta, els cinc homes decideixen apoderar-se del carregament.

## Repartiment
- Peter Graves: Dutchman
- James Daly: Capità Nicolas Augustus
- Bud Spencer: Mesito
- Nino Castelnuovo: Luis Dominguez
- Tetsurō Tamba: el samurai
- Claudio Gora: Manuel Esteban
- Daniela Giordano: Maria
- Annabella Andreoli: Perla
- Carlo Alighiero: Capità Gutierrez

## Al voltant de la pel·lícula
- En la fotografia, es troba Enzo Barboni que dirigirà més tard el duo Terence Hill-Bud Spencer moltes vegades, entre altres en els  Trinita.
- Italo Zingarelli haurà tingut també l'ocasió de treballar amb el duo a la pel·lícula Cul et chemise, el 1979.